# Chrysopidia sinica
Chrysopidia sinica är en insektsart som beskrevs av C.-k. Yang och X.-x. Wang 1990. Chrysopidia sinica ingår i släktet Chrysopidia och familjen guldögonsländor. Inga underarter finns listade i Catalogue of Life.